# 无冬online
《无冬online》（Neverwinter）是一款由神秘工作室（Cryptic Studios）开发，完美世界发行的网络合作角色扮演游戏（Co-op Online RPG），是继《龙与地下城：匕首谷》之后，又一款采用龙与地下城第四版规则的电脑游戏。本作将采取跨媒体活动，与R·A·萨尔瓦多所著的《无冬城》系列小说进行联动。
游戏背景始于被遗忘的国度设定中，魔法女神密斯特拉被刺杀后，魔疫横行的费伦大陆，整体环境较3E有较大变化。
2013年2月8日展开首次封闭测试，至4月14日共进行四次同类测试。2022年美服更换了运营商。
2015年由完美世界引进中国大陆，但2017年PC版停服，2019年XBOX版停服。